# Ropice (železniční zastávka)
Ropice (Ropica) je železniční zastávka v obci Ropice v okrese Frýdek-Místek. Leží v km 134,398 na železniční trati Český Těšín – Frýdek-Místek mezi stanicí Český Těšín a zastávkou Ropice-Zálesí. 

## Historie
Nádraží s názvem Roppitz bylo zprovozněno v 1. června 1888 a bylo součástí Dráhy moravskoslezských měst, kterou stavěla KFNB v letech 1887–1888.
Od roku 1918 do 1921 nesla název Ropice, v období 1921–1922 Ropice severní nádraží a v letech 1922–1938 opět Ropice. Do roku 1939 nesla polské označení Ropica a v období druhé světové války se jmenovala německy Roppitz. České pojmenování Ropice nesla od roku 1945 do roku 2016, kdy se název upravil na dvojjazyčný Ropice (Ropica).

## Popis
V dřívější stanici byly postaveny dvě koleje a později byly ještě dostavěny dvě, z nichž jedna vedla ke skladišti s rampou. Od roku 2002, kdy byla stanice změněna na zastávku, je zde pouze jedna kolej u níž bylo vybudováno panelové betonové nástupiště a vedle výpravní budovy byl postaven prosklený přístřešek, který slouží jako čekárna.
Zastávka se nachází mezi dvěma železničními přejezdy. První s označením P8340 leží v km 134,169, je vybaven světelným přejezdovým zabezpečovacím zařízením (PZZ) bez závor. Druhý má označení P8341 v km 134,649 a je zabezpečen světelným PZZ se závorami. Na obou přejezdech trať kříží místní účelové komunikace.
Ve stanici byla postavena výpravní budova, jednoduchý strážní domek a jednoduché dřevěné skladiště. Stavby byly postaveny podle typizovaných plánů Antona Dachlera.

### Výpravní budova
Výpravní budova IV. třídy z režného červeného cihlového zdiva byla patrová členěná obdélnými okny v kamenném ostění a kryta sedlovou střechou s bedněným štítem. Obdobné výpravní budovy byly postaveny ve Veřovicích a Kunčicích pod Ondřejníkem. V budově byla čekárna, pokladna a byty pro zaměstnance. Při úpravách budovy byly cihly natřeny na červeno a původní okna nahradila okna dvoukřídlá.

### Skladiště
Jednoduché přízemní dřevěné skladiště na kamenné podezdívce s rampou bylo postaveno podle typizovaného plánu (Normalplan No 101) z roku 1888. Skladiště dlouhé šest metrů bylo postaveno na půdorysu obdélníku a ukončeno sedlovou střechou. V podélných stranách byly umístěny vrata. Při úpravách železnice byla rampa ubourána.

### Strážní domek
Strážní domek z režného červeného cihlového zdiva byl postaven podle typizovaného plánu (Normalplan No 19). Domek byl vybaven dvěma pokoji a kuchyní.